# Synegia divergens
Synegia divergens là một loài bướm đêm trong họ Geometridae.